# Liezen (distrito)
| Distrito de Liezen                                     |                                          |
| Estado                                                 | Estíria                                  |
| Capital                                                | Liezen                                   |
| Área                                                   | 3315 km²                                 |
| População                                              | 79.901 habitantes (1 de janeiro de 2019) |
| Densidade                                              | 24 hab./km²                              |
| Website                                                | Site oficial                             |
| Localização de Distrito de Liezen no estado de Estíria |                                          |
|                                                        |                                          |

Liezen (em alemão: Bezirk Liezen) é um distrito da Áustria, localizado no estado da Estíria.
O subdistrito (Politische Expositur) de Gröbming é formalmente autônomo e parte das funções administrativas é regulada pelo distrito principal de Liezen.

## Cidades e municípios

### Região de Liezen
- Admont
- Aigen im Ennstal
- Altaussee
- Altenmarkt bei Sankt Gallen
- Ardning
- Bad Aussee
- Bad Mitterndorf
- Gaishorn am See
- Grundlsee
- Irdning-Donnersbachtal
- Landl
- Lassing
- Liezen
- Rottenmann
- Sankt Gallen
- Selzthal
- Stainach-Pürgg
- Trieben
- Wildalpen
- Wörschach

### Subdistrito de Gröbming
- Aich
- Gröbming
- Haus
- Michaelerberg-Pruggern
- Mitterberg-Sankt Martin
- Öblarn
- Ramsau am Dachstein
- Schladming
- Sölk